# Istanbul Cup 1998
L'Istanbul Cup 1998 è stato un torneo di tennis giocato sul cemento. È stata la 1ª edizione dell'Istanbul Cup, che fa parte della categoria Tier IV nell'ambito del WTA Tour 1998. Si è giocato a Istanbul in Turchia, dal 3 al 9 agosto 1998.

## Campionesse

### Singolare
Silvia Pezza ha battuto in finale  Ol'ga Barabanščikova con il punteggio di 6–4, 3–6, 7–6

### Doppio
Meike Babel /  Laurence Courtois hanno battuto in finale  Åsa Svensson /  Florencia Labat con il punteggio di 6–0, 6–2